# Flyes

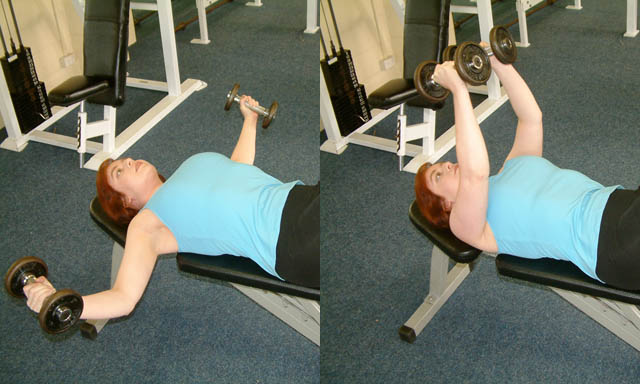
Flyes.

Flyes är en styrketräningsövning vari man använder en maskin eller fria vikter (hantlar) och rör händer och armar i en båge medan man håller armbågen i en fast vinkel. Det finns flera olika sätt att utföra övningen, vilka alla syftar till att träna olika muskelgrupper. Väsentligen är det tre olika övningar,
- Stora bröstmuskeln (pectoralis major)
- Skuldrorna, axlarnas baksida (posterior deltoid)
- Deltamuskeln (musculus deltoideus) (se bilden)

För stora bröstmuskeln är övningen ett bra komplement till traditionella pressövningar (bänkpress, hantelpress, armresningar etc.)
Det är ganska enkelt att skada axlarna när man utför flyes och det är därför extra viktigt att komma ihåg att dra ihop dina skulderblad och pressa ut bröstet för att koppla bort axlarna så mycket som möjligt.